# Politique étrangère de l'Iran

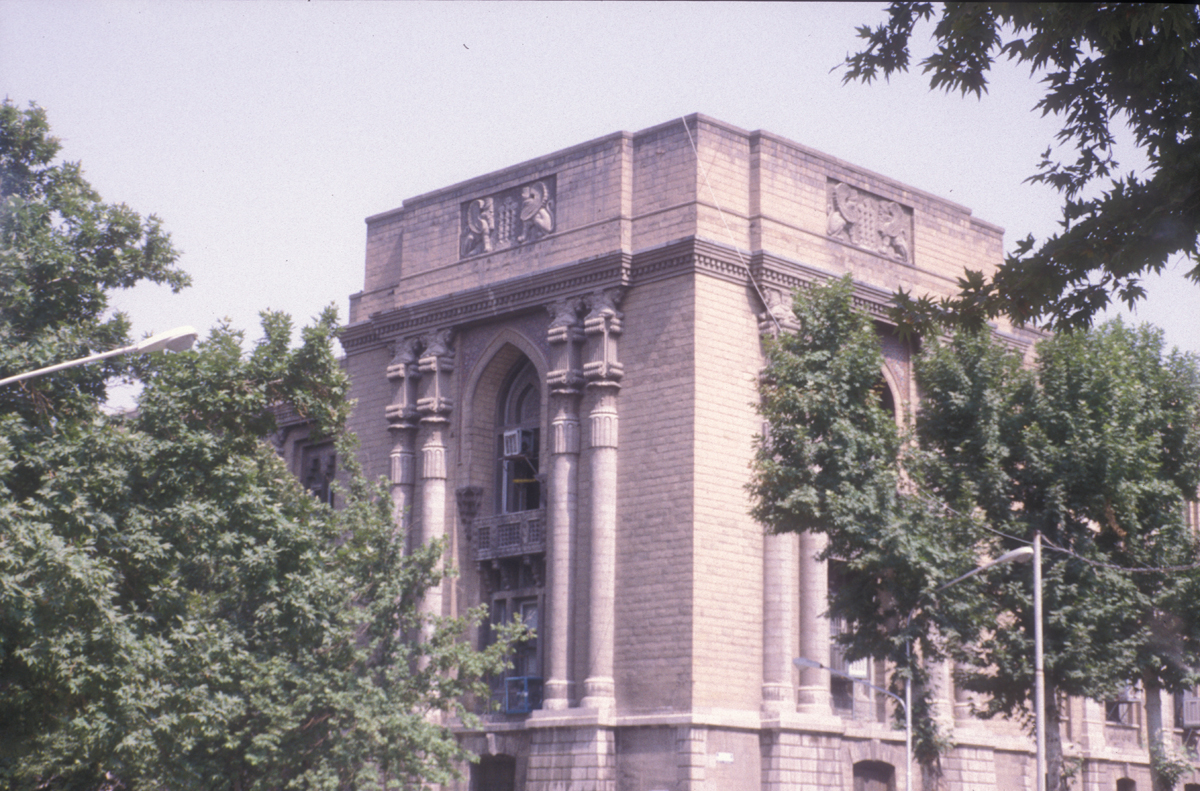
Le bâtiment récemment rénové du ministère des Affaires étrangères de l'Iran.

Cet article traite de la politique étrangère de l'Iran depuis la révolution islamique.

## Introduction
En Iran, le régime révolutionnaire mis en place par l'ayatollah Khomeini a amorcé des changements radicaux dans la politique étrangère qui était menée par le Shah, particulièrement en inversant l'orientation du pays vis-à-vis de l'Occident. Après l'idéalisme post-révolutionnaire initial, une politique étrangère dure et la guerre Iran-Irak, le pays a engagé une politique étrangère plus rationnelle. Cependant, celle-ci est occasionnellement assombrie par la rhétorique fondamentaliste.

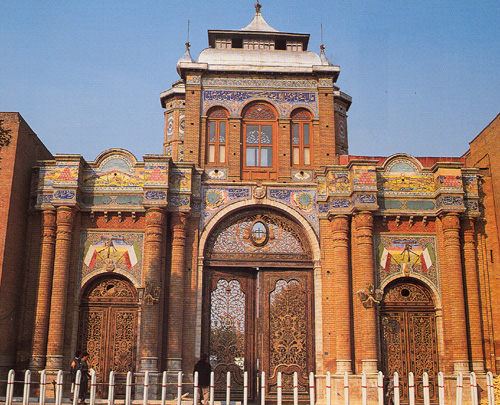
Darvazeh-e-Bagh-e-Melli: Les portes principales du ministère des Affaires étrangères à Téhéran.

Dans les années récentes, l'Iran a fait de grands efforts pour améliorer ses relations avec ses voisins, particulièrement avec l'Arabie saoudite. Les buts régionaux de l'Iran sont d'essayer de ne pas être dominé en établissant un rôle de leader dans la région, de circonscrire l'influence américaine et des autres puissances extérieures et de construire des relations commerciales de qualité. En termes généraux, la politique étrangère de l'Iran se fonde sur trois idées principales :
- Elle prend position contre les États-Unis et Israël, le premier en tant que puissance militaire qui la menace dans le golfe Persique et le second comme partie intégrante de la propagande islamique post-révolution. Voir Relations entre les États-Unis et l'Iran.
- Elle veut éliminer l'influence extérieure dans la région. L'Iran se voit comme une puissance régionale, alors que des puissances mondiales telles que les États-Unis ou la Grande-Bretagne ne le souhaitent pas. Elle cherche donc à réduire leurs présences dans le golfe Persique autant que possible.
- Elle développe fortement les contacts diplomatiques avec les autres pays en voie de développement, dans un effort pour construire des relations commerciales et des appuis politiques, maintenant que le pays a perdu son soutien américain d'avant la révolution.

Malgré ses lignes directrices, les relations bilatérales sont fréquemment confuses et contradictoires, à cause de l'oscillation permanente de l'Iran entre des aspects pragmatiques et idéologiques.

## Concepts de politique étrangère de la république islamique d'Iran

### L'exportation de la révolution islamique
Le concept de l'exportation de la révolution islamique  dérive d'une façon particulière de voir le monde. Cette vue perçoit la révolution islamique comme la façon pour les musulmans et les non-musulmans de se libérer eux-mêmes de l'oppression des tyrans qui servent les intérêts de l'impérialisme international. Les États-Unis et l'Union soviétique étaient perçus comme les deux principales puissances impérialistes au début de l'existence de la république islamique d'Iran. Le renouvellement de l'attachement à l'Islam, comme le montre le renversement du Chah en Iran, permet aux nations opprimées de battre l'impérialisme. D'après ce point de vue, en suivant l'exemple de l'Iran, n'importe quel pays peut se libérer de la domination impérialiste.
Bien que l'élite politique soit d'accord sur l'utilité de l'exportation de la révolution, aucune unanimité existe quant aux moyens à mettre en œuvre pour atteindre ce but. Il existe d'un côté des efforts de propagande pour montrer aux musulmans comment l'exemple iranien peut servir à exporter la révolution. L'assistance matérielle, quelle que soit sa forme, n'est pas nécessaire car les peuples opprimés montrent qu'ils sont prêts pour la révolution islamique en se levant contre les gouvernements dictatoriaux. Ceux qui adhérent à cette position disent que les iraniens n'ont reçu aucune assistance externe dans leur révolution, mais qu'ils ont été victorieux grâce à leur attachement à l'Islam. De plus, ils citent souvent Khomeini qui disait que l'Iran n'a aucune intention d'interférer dans les affaires internes des autres pays. Cette position est compatible avec le maintien de relations diplomatiques normales entre l'Iran et les autres pays.
De l'autre côté de l'échiquier politique, se trouve la position qui considère l'Iran comme le fer de lance d'un mouvement révolutionnaire mondial qui vise à libérer spécifiquement les pays musulmans et plus généralement les pays du tiers-monde, de la domination impérialiste. Cette perspective activiste conçoit que l'export effectif de la révolution ne doit pas seulement être limité à de la propagande mais doit aussi inclure une assistance financière et militaire. Les partisans de cette position citent eux aussi souvent Khomeini qui parlait de l'inévitabilité de la progression de la révolution islamique dans le monde.
Bien que divers points de vue se situent entre ceux décrits ci-dessus, depuis 1979, ces deux points de vue sont une partie de la formulation de la politique étrangère de l'Iran depuis 1979. En général, ceux qui sont pour l'exportation de la révolution seulement à travers l'éducation et l'exemple ont dominé le ministère des affaires étrangères, alors que ceux en faveur d'une assistance active aux groupes révolutionnaires n'ont pas servi à de tels postes. Néanmoins, parce que ces soutiens à l'approche activiste sont aussi des dirigeants politiques influents, ils ont pu influencer certains domaines des relations étrangères. Cela est particulièrement vrai au sujet de la politique envers le Liban et, à un degré moindre, envers les pays du golfe Persique.
La première organisation promouvant l'export actif de la révolution était Satja, fondé au printemps 1979 par Mohammad Montazeri et Mehdi Hashemi. Les contacts de Satja avec de nombreux groupes non gouvernementaux à travers le Moyen-Orient ont vite mené l'organisation en conflit direct avec les dirigeants du parti de la république islamique et du gouvernement provisoire. L'Ayatollah Hossein Ali Montazeri, père de Mohammad Montazeri, a publiquement désavoué son fils, en disant qu'il souffrait d'illusions depuis qu'il avait été torturé par la SAVAK (police secrète du Chah). Satja a été démantelée, mais Montazeri et Hashemi ont alors rejoint les Pasdaran, où ils ont mis en place le "Bureau des mouvements de libération". Mohammad Montazeri a été tué dans l'attentat de juin 1981 aux locaux du parti de la république islamique qui a couté la vie a plus de 70 hommes politiques, dont le président. Après cet attentat, Hashemi est devenu le principal dirigeant de ceux qui prônent le soutien moral et matériel aux révolutionnaires du monde entier.
Sous la direction de Hashemi, le Bureau des mouvements de libération a opéré de manière autonome vis-à-vis du ministère des affaires étrangères et a maintenu le contact avec des mouvements d'opposition dans divers pays. Inévitablement, son but de promouvoir la révolution à l'étranger est entré en conflit avec l'objectif du gouvernement consistant à normaliser les relations au moins avec certains des gouvernements que le bureau des mouvements de libération essayait de renverser. En 1984, le Bureau des mouvements de libération a été retiré aux Pasdarans et la politique étrangère est entièrement passée sous la direction du ministère des affaires étrangères et du ministère de la sécurité et de l'information. Mécontent de ces changements, Hashemi démissionne et va à Qom trouver un poste dans la grande administration de l'Ayatollah Montazeri, qui supervise six séminaires, plusieurs organisations de charité, une maison de publication et plusieurs bureaux politiques. Hashemi réussit alors à créer le bureau de la révolution globale, qui opère indépendamment de tout. Vers 1986, les activités de Montazeri l'avaient encore mis en conflit avec le ministère des Affaires étrangères. En octobre de la même année, il est arrêté avec plusieurs de ses collègues et le bureau de la révolution globale est fermé. L'été suivant, ils sont jugés pour "déviation de l'Islam" et jugé coupables. Ils seront exécutés par la suite.

### Ni est, ni ouest
Pendant la révolution, Khomeini et ses collègues condamnaient à la fois les États-Unis et l'Union soviétique comme les "forces du mal" de la politique internationale. Ils pensaient que les États-Unis, à cause de leur proximité avec le régime du Shah, étaient un danger immédiat pour la révolution. Ils appelaient alors les États-Unis le "Grand Satan". Par contraste, ils appelaient l'Union soviétique, qui n'était pas aussi proche du Shah, le "petit Satan". Le premier représentait l'Ouest, ou le capitalisme, et le second l'Est, ou le socialisme. Les révolutionnaires pensaient comme Khomeini que les idéologies matérialistes étaient des instruments afin de maintenir une domination impérialiste sur le tiers-monde, et qui étaient contre l'Islam. En conséquence, le but de la politique étrangère de l'Iran à cette époque de la révolution était d'exclure toute forme de dépendance politique, économique et culturelle vis-à-vis de l'est ou de l'ouest, et de ne compter que sur l'Islam.
Après 1980, l'Iran a adopté des positions à l'opposé de celles des États-Unis sur de nombreux sujets. Bien que les officiels des deux pays aient eu des contacts en secret (Affaire Iran-Contra), la normalisation des relations entre les deux pays est toujours difficile à considérer pour les deux parties. L'actuelle crise du nucléaire iranien pousse cependant l'Iran à discuter avec les autres grands acteurs internationaux.
Les alliés de l'Europe de l'Ouest sont aussi considérés avec suspicion par l'Iran. La France, en particulier, est vue comme un "mini-Satan" qui collabore avec les États-Unis afin d'opprimer les musulmans. Malgré la sympathie ressentie par les Iraniens envers la France pour avoir accueilli Rouhollah Khomeini et les opposants de tous bords au régime Pahlavi, aucun privilège particulier n'est accordé à la France par le régime islamique. Après la victoire de la révolution, des vagues successives de réfugiés (monarchistes, puis nationalistes libéraux puis marxistes et enfin musulmans libéraux) arrivent à Paris et en France, aggravant alors la tension entre les deux pays. À la fin des années 1980, une série d'attaques terroristes en France est attribuée à la république islamique d'Iran (cf article sur le programme nucléaire iranien), qui cause la fermeture du Centre Culturel Persan par la police française.
Les relations post-révolutionnaires avec l'Union Soviétique et ses alliés ont été moins dramatiques. Téhéran a exprimé son opposition a de nombreuses politiques étrangères soviétiques, comme elle l'a fait au cours de l'invasion russe en Afghanistan fin 1979. À la fin des années 1980, le soutien soviétique pour le régime de Kaboul était encore une source de tension. L'Iran a aussi accusé l'Union soviétique d'aider des groupes d'opposition iraniens, particulièrement le Tudeh. Néanmoins, les deux pays ont maintenu leurs relations cordiales. Le commerce avec les soviétiques est devenu tout de même plus important après 1979.

## Histoire

### Période suivant la révolution (1979-1980)
Les relations étrangères du pays depuis la révolution ont été tumultueuses. Des facteurs variables l'expliquent; le plus important d'entre eux étant la rhétorique anti-occidentale de l'Iran après la révolution (facteur dont les racines sont dans le soutien des occidentaux au Shah).
À cette époque, l'Iran s'est trouvée très isolé, à cause de sa ligne dure et d'une politique étrangère agressive, qui souhaitait voir ses idéaux révolutionnaires répandus dans le golfe Persique. Une des conséquences de cette politique fut la crise iranienne des otages et l'affrontement avec les États-Unis.

### Période couvrant la guerre Iran-Irak (1980-1988)
Les tentatives iraniennes de répandre la révolution islamique ont aussi eu des conséquences avec la plupart de ses voisins arabes. En 1981, l'Iran a soutenu un coup d'État visant à renverser le gouvernement bahreïni. En 1983, l'Iran a exprimé son soutien politique aux chiites qui ont posé des bombes dans des ambassades occidentales au Koweït, et en 1987, des pèlerins iraniens se sont révoltés durant le Hajj (pèlerinage) à La Mecque, en Arabie saoudite. Les nations ayant des gouvernements fondamentalistes forts, comme l'Égypte ont aussi commencé à manquer de confiance en l'Iran. Avec l'invasion israélienne du Liban, l'Iran a créé le Hezbollah. De plus l'Iran a continué en s'opposant au processus de paix israélo-palestinien, parce qu'elle ne reconnaît pas l'existence d'Israël.
L'Iran a aussi posé des problèmes à des nations européennes, particulièrement la France et l'Allemagne, après que ses services secrets eurent exécuté plusieurs dissidents iraniens en Europe.
Les relations avec l'Irak n'avaient jamais été bonnes historiquement ; elles sont devenues encore pires en 1980, quand l'Irak envahit l'Iran. La raison donnée pour l'invasion était centrée autour de la souveraineté sur la voie d'eau entre les deux pays, le Arvandrud (Chatt-el-Arab). Cependant, d'autres raisons non officielles sont probablement plus convaincantes. L'Iran et l'Irak avait un historique d'interférence dans les affaires intérieures de chacun par leur soutien à des mouvements séparatistes. Bien que ces interférences se soient arrêtées après l'accord d'Alger (1975), l'Iran recommença à soutenir les guérillas Kurdes en Irak après la révolution.
L'Iran a demandé le retrait des troupes irakiennes des territoires iraniens et le retour au statu quo ante pour l'Aravandrud (Shatt el arab), comme l'établissait l'accord d'Alger en 1975 signé par l'Iran et l'Irak. Fatigué par la guerre, l'Iran signe la résolution 598 du Conseil de sécurité des Nations unies en juillet 1988 après que les États-Unis et l'Allemagne ont commencé à fournir des armes chimiques à l'Irak. Le cessez-le-feu, résultant de l'application de la résolution de l'ONU, fut respecté à partir du 20 août 1988. Aucune des nations n'a tiré d'avantages réels de cette guerre. Elle laissa environ 1 million de morts (dont environ 700 000 Iraniens) et eut un effet dévastateur sur la politique étrangère du pays. À partir de cette époque, le gouvernement islamiste jusque-là radical n'a pas eu d'autre choix que de modérer et rationaliser ses objectifs. C'est le début de ce qu'Anoushiravan Ehteshami appelle la phase de réorientation de la politique étrangère iranienne.

### Période après guerre (depuis 1988)
Depuis la fin de la guerre Iran-Irak, la nouvelle politique étrangère de l'Iran a eu un effet très important sur la scène internationale. Les relations avec l'Union européenne se sont grandement améliorées au point que l'Iran est devenu un partenaire commercial et un exportateur de pétrole majeur pour des pays comme l'Italie, la France et l'Allemagne. La Chine et l'Inde ont aussi émergé comme amis de l'Iran. Ensemble, ces trois pays rencontrent des défis similaires dans l'économie mondiale à mesure qu'il s'industrialisent et se retrouvent donc alignés sur un certain nombre de sujets.
L'Iran maintient des relations diplomatiques et commerciales régulières avec la Russie et les anciennes républiques soviétiques. À la fois l'Iran et la Russie ont des intérêts nationaux importants au sujet des développements en Asie centrale et dans le Caucase, particulièrement concernant les ressources énergétiques de la mer Caspienne. Les ventes d'équipements militaires et de technologie des russes concernent les voisins de l'Iran et les États-Unis.

#### Disputes territoriales
- l'Iran et l'Irak ont restauré des relations diplomatiques en 1990, mais ils essaient toujours de travailler à des accords écrits pour régler les problèmes concernant les frontières après la guerre qui a duré huit ans, les prisonniers de guerre et la liberté de navigation et la souveraineté sur le Chatt-el-Arab.
- L'Iran occupe deux îles du golfe Persique dont la souveraineté est réclamée par les Émirats arabes unis : la petite Tunb (que les EAU appellent Tunb as Sughra en arabe et l'Iran appelle Jazireh-ye Tonb-e Kuchek en persan) et la Grande Tunb (que les EAU appellent Tunb al Kubra en arabe et que l'Iran appelle Jazireh-ye Tonb-e Bozorg en persan).
- L'Iran administre conjointement avec les EAU une île du golfe Persique dont la souveraineté est revendiquée par les EAU (en arabe Abu Musa, en persan Jazireh-ye Abu Musa), sur laquelle l'Iran a pris des mesures pour étendre le contrôle unilatéral, en y restreignant l'accès.
- Les frontières de la mer Caspienne ne sont pas encore déterminées entre l'Azerbaïdjan, l'Iran et le Turkménistan, bien que ce problème doive être résolu dans les années qui viennent par la négociation. Les sujets existants entre la Russie, le Kazakhstan et l'Azerbaïdjan, ont été réglées en 2003, mais l'Iran ne reconnaît pas ces accords, bien que le pays n'ait pas de frontière commune avec la Russie ou le Kazakhstan.

#### Drogues
Malgré des efforts importants pour l'interdiction du trafic, l'Iran reste un point clé du transport de l'héroïne venant d'Asie du sud-ouest vers l'Europe; la consommation domestique de narcotiques reste un problème persistant en les études de la presse iranienne estiment à environ 1,2 million les utilisateurs de drogue dans le pays. L'Iran a essayé d'augmenter la portée de ses campagnes anti-drogue à l'étranger, sans succès réel. La plupart des pays soutiennent l'Iran politiquement mais lui refusent l'équipement et la formation dont il a besoin.

#### Politiques actuelles de la république Islamique d'Iran
La république islamique d'Iran accorde la priorité à ses relations avec les autres états de la région et avec le reste du monde islamique. Cela inclut une implication forte dans l'Organisation de la conférence islamique et le Mouvement des non-alignés. Les relations avec les États du Conseil de coopération du Golfe (Persique), spécialement avec l'Arabie saoudite, se sont améliorées durant les dernières années. Cependant, une dispute territoriale avec les Émirats arabes unis concernant trois îles du Golfe (voir plus haut) continue à influencer les relations avec ces États.
Téhéran soutient le conseil de gouvernement d'intérim en Irak mais soutient fortement un transfert prompt et complet de l'autorité au peuple irakien. L'Iran espère officiellement la stabilisation en Afghanistan et soutient l'effort de reconstruction afin que les réfugiés afghans en Iran (environ 2,5 millions) puissent retourner chez eux et que les exportations de drogue depuis l'Afghanistan puissent être endiguées. Mais en même temps, l'Iran joue sur plusieurs tableaux en aidant certains mouvements insurgés. 
L'Iran poursuit aussi une politique de stabilisation et de coopération avec les pays du Caucase et l'Asie centrale, dans laquelle le pays cherche à capitaliser sur sa position centrale afin de s'établir comme le nœud politique et économique de la région.
Les relations avec les pays d'Afrique sub-saharienne sont parfois problématiques. Le Sénégal, à la suite de la Gambie, ayant rompu le 23 février 2011 ses relations diplomatiques avec l'Iran qu'il a accusé d'avoir livré des armes aux rebelles indépendantistes de Casamance.
En mai 2018, la Maroc rompt également ses relations diplomatiques avec l'Iran, l'accusant de soutenir militairement le Polisario opposé au Maroc pour le contrôle du Sahara occidental.

## Relations par région

### Relations avec l'Algérie
Historiquement, l'Algérie et l'Iran ont toujours maintenu des relations très correctes et les deux pays ont su dépasser les relations parfois tendues. Le non-alignement de l'Algérie a permis aussi au pays de ne pas s'éloigner de l'Iran dans les moments les plus délicats.

### Relations avec les États-Unis d'Amérique
Les relations entre l'Iran et les États-Unis sont interrompues depuis la révolution iranienne. L'Iran ne maintient pas de relations diplomatiques ni avec les États-Unis ni avec Israël, et regarde le processus de paix au Proche-Orient avec scepticisme. 
En dépit de cette opposition ouverte, les relations entre les deux pays sont plus complexes comme le montre notamment le scandale de l'Irangate dans les années 1980 qui a révélé que l'administration très anti-khomeyniste de Ronald Reagan avait livré des armes au régime des mollahs, une partie de celles-ci se retrouvant probablement dans les mains du Hezbollah.

### Relations avec les États membres de l'Union européenne
Les relations entre l'Iran d'une part et l'Union européenne et ses membres d'autre part augmentent doucement, fait souligné par les visites du président Mohammad Khatami en Italie, France et en Allemagne en juillet 2000 et en Autriche et en Grèce en 2002, ainsi que des visites réciproques qui ont eu lieu de chefs d'État et de gouvernement européens à Téhéran et un échange aux niveaux ministériels. En 2002, l'Union européenne a lancé des négociations sur le commerce et la coopération avec l'Iran. Parallèlement à ces négociations, l'UE a fait savoir que le dialogue politique avec l'Iran doit permettre d'atteindre des résultats concrets en matière de droits de l'homme, des efforts sur le contre-terrorisme, des positions de l'Iran sur le processus de paix au Moyen-Orient et de sujets associés à la non-prolifération des armes de destruction massive. Pendant une visite conjointe à Téhéran en octobre 2003, les ministres des affaires étrangères de la France, de l'Allemagne et du Royaume-Uni, ont demandé et ont obtenu que le gouvernement iranien signe le traité de non-prolifération nucléaire, coopère entièrement avec l'Agence internationale de l'énergie atomique (AIEA) et suspende volontairement l'enrichissement d'uranium et les activités de transformation. [réf. nécessaire]

### Relations avec Israël

#### Implication dans le conflit israélo-palestinien
Si durant les années 1960-1970, l'Iran ne participe pas aux conflits israélo-arabes et entretient de bonnes relations avec l'État hébreu, lui fournissant notamment du pétrole, depuis la révolution khomeyniste et sa rhétorique anti-israélienne, les deux pays apparaissent comme les ennemis les plus irréductibles de la région.
Dans le conflit palestinien, l'Iran soutient activement le Hamas en lui procurant une aide militaire, financière et politique. Ils partagent la même idéologie concernant Israël avec l'objectif déclaré de vouloir la destruction de cet État. Le Hamas et le Jihad islamique, qui est aussi soutenu par l'Iran, sont considérés comme des proxy de l'Iran. L'ayatollah Khamenei rejette la solution à deux États et a déclaré que « la Palestine est indivisible » et la considère comme étant « sous occupation sioniste »,.

#### Programme nucléaire iranien
Israël et son Premier ministre Benyamin Netanyahou sont particulièrement actifs sur la scène internationale pour tenter d'enrayer le développement du nucléaire iranien. Celui-ci, en novembre 2012, déclare à la télévision israélienne être « prêt, s'il le faut » à déclencher une attaque contre les sites nucléaires iraniens. En juillet 2015, il condamne fermement l'accord passé entre le groupe des 5+1 et l'Iran sur le programme nucléaire de ce dernier.

#### Affrontement israélo-iranien en Syrie
L'affrontement militaire entre l'Iran et Israël est en cours. L'objectif d'Israël est d'empêcher les forces iraniennes et ses proxy de s'implanter militairement en Syrie afin de menacer et attaquer Israël à partir du territoire syrien et de construire une ligne logistique d’approvisionnement d'armes d'Iran au Hezbollah au Liban.
En mai 2018, la confrontation tourne à l'affrontement direct. Dans la nuit du 9 au 10, un lance-roquette de la Force Al-Qods tire peu après minuit une vingtaine de roquettes de type Fajr et Grad vers une position frontalière de Tsahal sur le Golan. Tous les missiles sont tombés sur la partie syrienne du Golan, quatre ont été interceptés par une batterie du système israélien de défense aérienne mobile Dôme de fer. Tsahal détruit le lanceur et mène simultanément des raids sur une cinquantaine de bases iraniennes en Syrie.

### Relations avec la Turquie
Les relations avec la Turquie sont complexes et souvent rivales. Aussi longtemps que la Turquie est restée un État laïc laissant une place congrue à l'islam et s'engageant résolument vers la modernisation de sa société, elle a été considérée par les dirigeants de la révolution iranienne comme une imitation obséquieuse de l'Occident. Le tournant des années 2000 qui voit les islamo-conservateurs de l'AKP s'installer en Turquie crée une nouvelle césure, religieuse cette fois. D'une part, le modèle turc d'un « islam modéré » s'oppose à la théocratie iranienne, de l'autre, la volonté de la Turquie de se présenter comme la tête du bloc sunnite soutenu par l'Occident fait pendant au bloc chiite animé par l'Iran : l'axe Syrie/Irak/Kurdistan cristallise toutes les frictions. En Irak, la Turquie soutient le confessionnalisme sunnite pour empêcher que se crée un État client de l'Iran. En Syrie, elle soutient la révolte sunnite alors que l'Iran est l'un des soutiens les plus fermes du régime de Bachar el-Assad.
En dépit de ces rivalités, la Turquie importe 45 % de son pétrole et 30 % de son gaz d'Iran.

### Relations avec le Niger
Le 8 mai 2025, le Niger et l'iran renforce leurs liens de défenses, en signant un protocole d'accord.

### Relations avec la Chine
En 2016, à la suite de la levée des sanctions économiques américaines, L'Iran et la Chine renforcent leurs relations économiques avec l'ambition de les porter à un niveau de 600 milliards de dollars. En 2014, les échanges économiques entre les deux pays s'élevaient à 52 milliards de dollars, et la Chine était le premier pays importateur de pétrole iranien.
En 2018, la compagnie pétrolière chinoise remplace Total en tant qu’exploitant principal du projet gazier iranien South Pars. La firme française avait annoncé sa volonté de se retirer du projet à la suite des menaces américaines de rétablissement des sanctions contre l’Iran après l'élection de Donald Trump.
En 2023, l'Iran obtient le statut de membre à part entière de l'Organisation de coopération de Shanghai, qui réunit les principales puissances asiatique et créée à l'initiative de la Chine en 2001. L'Iran disposait du statut d'observatrice de l’instance depuis 2005, et le processus d'adhésion avait démarré en 2021, notamment à la suite de coopération stratégique avec la Chine, pour une durée de 25 ans et portant notamment sur des investissements chinois dans les secteurs énergétique et automobile.

### Relations avec Bahreïn
En 2016, Issa Ahmed Qassim, un citoyen de Bahreïn et important membre de la communauté chiite nationale, est déchu de sa nationalité. Bahreïn, une monarchie sunnite dans un pays majoritairement chiite, accuse Qassim de « servir des intérêts étrangers » et d'« encourager le confessionnalisme ». Qassem Soleimani, chef de la Force Al-Qods du Corps des gardiens de la révolution islamique iranien, prédit des troubles sanglants à Bahreïn. La décision bahreïnie est toutefois critiquée par les États-Unis, pourtant allié de Bahreïn, la France et le Haut-Commissariat des Nations unies aux droits de l'homme.

### Relations avec les pays de l'Asie du Sud
En direction de l'Afghanistan, l'Iran veut affirmer son rôle de puissance régionale. Elle renforce notamment ses liens avec les composantes du peuple afghan qui lui sont proches : Tadjiks de culture persane, Hazaras chiites et dans une certaine mesure Ouzbeks. Le soutien aux Hazaras passe par la sphère religieuse et culturelle. Elle accorde des bourses d'études et fournit aux écoles religieuses du matériel pédagogique élaboré en Iran.

### Relations avec le Pakistan
L'Iran et le Pakistan partagent 959 km de frontières. Du côté iranien, la frontière est intégralement dans la province du Sistan-et-Baloutchistan ; du côté pakistanais, la frontière est située dans la province du Baloutchistan. Plusieurs groupes armés, principalement des séparatistes baloutches, hébergés au Pakistan mènent des actions militaires en Iran et vice-versa.
En janvier 2024, l'Iran et le Pakistan échangent des tirs de missiles visant divers groupes armés. L'Iran tire d'abord un missile sur les positions du groupe Jaish ul-Adl (en), groupe basé au Pakistan et composé de militants sunnites baloutches iraniens menant des actions armées contre l'Iran. Le Pakistan proteste contre cette frappe qui viole sa souveraineté et rappelle son ambassadeur en Iran. Peu après, le Pakistan bombarde deux cibles en Iran, près de Saravan (en), désignées par le Pakistan comme des groupes séparatistes baloutches (le Front de libération du Baloutchistan et l'Armée de libération du Baloutchistan). Neuf personnes sont tuées lors de ces attaques. L'Iran proteste aussi contre cette violation de sa souveraineté. Les deux pays conviennent ensuite d'un retour à une relation plus calme,,.

### Ministère des Affaires étrangères de l'Iran
Mohammad Javad Zarif, notamment chargé des négociations ayant trait à la question nucléaire, était ministre des affaires étrangères de l'Iran entre 2013 et 2021. Depuis 2021, Hossein Amir Abdollahian est le chef de la diplomatie iranienne.

### Traités significatifs
- Traité de Qasr-i-Chirin (échange de territoires entre l'Iran et 'l'Empire ottoman)
- Traité de Turkmanchai
- Traité de Golestan
- Traité d'Akhal
- Traité de Paris de 1857 (par lequel l'Iran perd ses droits sur Hérat et des parties de l'Afghanistan.)
- Convention anglo-russe de 1907